# ACF Fiorentina 2023-2024
Questa voce raccoglie le informazioni riguardanti l'ACF Fiorentina nelle competizioni ufficiali della stagione 2023-2024.

## Stagione
In panchina viene confermato Vincenzo Italiano per il terzo anno di fila.
Durante il calciomercato estivo vengono ceduti Cabral al Benfica, Terzić al RB Salisburgo, Igor al Brighton, Żurkowski allo Spezia, Venuti al Lecce, mentre Saponara si accasa all'Hellas Verona per via del contratto scaduto. Gli arrivi invece sono Christensen dall'Hertha Berlino, Parisi dall'Empoli, Arthur Melo dalla Juventus e Nzola dallo Spezia, che segna il primo gol chiudendo le marcature (3-0) contro il neopromosso Cagliari.
In campionato, i gigliati alla prima giornata vincono 4-1 in casa del neopromosso Genoa. Seguono due pareggi contro Lecce e il neopromosso Frosinone (entrambi in rimonta avversaria) e la prima sconfitta stagionale in casa dell'Inter (4-0). Arrivano poi le vittorie contro Atalanta (3-2) e Udinese (0-2). Dopo aver espugnato Napoli (1-3) e aver perso il derby toscano con l'Empoli in zona retrocessione (0-2), vengono gli scivoloni immeritati contro Lazio, Juventus e Milan, ai quali fanno seguito ben tre vittorie per 1-0 contro Verona, Monza e Torino. Il girone d'andata termina con la sconfitta (1-0) in casa del Sassuolo, che non vinceva da cinque giornate.
Nel calciomercato invernale arrivano a rinforzo Andrea Belotti dalla Roma e Davide Faraoni dal Verona; subito dopo l'eliminazione dalla Supercoppa Italiana in semifinale contro al Napoli di Mazzarri, il girone di ritorno vede la squadra ottenere risultati altalenanti (la goleada per 5-1 infilata al Frosinone e il 2-1 in rimonta sulla Lazio, assieme alle sconfitte subite da Lecce, Milan, Inter e Juventus). In questa striscia, la squadra si allontana dal treno per l'Europa e la stagione è funestata dall'improvvisa scomparsa del direttore generale Joe Barone, morto il 19 marzo 2024, due giorni dopo aver avuto un infarto prima della gara di campionato del Gewiss Stadium contro l'Atalanta, in seguito rinviata. I gigliati tornano alla vittoria battendo di misura la Salernitana (0-2) ultima in classifica, che viene declassata alla giornata successiva quando i viola battono il Sassuolo (5-1). Nonostante la sconfitta subita al Bentegodi (2-1), i viola fanno ben sette punti contro Monza (2-1 in rimonta), Napoli (2-2) e Cagliari (2-3), partita del congedo di Claudio Ranieri. La stagione termina con il recupero della gara in casa dell'Atalanta, reduce dalla vittoria dell'Europa League, contro la quale la Fiorentina vince di misura (2-3).
In Coppa Italia, i viola eliminano agli ottavi il Parma (capolista in Serie B) ai tiri di rigore, il Bologna ai quarti (sempre ai tiri di rigore), mentre nella doppia semifinale viene eliminata dall'Atalanta per 4-2 (1-0 al Franchi e 4-1 per i bergamaschi).
In Conference League, i viola accedono alla fase a gironi battendo in rimonta i rivali del Rapid Vienna (1-0, 0-2) e registrano due pareggi contro Genk e Ferencváros. Grazie alle vittorie contro al Čukarički e al Genk la squadra vince il girone ed elimina il Maccabi Haifa agli ottavi per 5-4 (3-4, 1-1); il ritorno casalingo è caratterizzato da restrizioni e tensioni sugli spalti. Ai quarti prevalgono sul Viktoria Plzeň (0-0, 2-0) e in semifinale incontrano il Club Bruges; contro ai blu-neri la conquista della finale di Atene è piuttosto rocambolesca (3-2, 1-1). La finale dell'AEK Arena ad Atene viene disputata contro l'Olympiacos, che si impone per 1-0 allo scadere del secondo tempo supplementare. I viola alla conclusione del torneo sono stati la squadra che ha segnato più reti (27); è la terza volta nella storia del club in cui sono riusciti ad essere il miglior attacco in una competizione UEFA (le altre due erano state la Conference League 2022-2023 e la prima edizione della Coppe delle Coppe).

## Divise e sponsor
Vengono confermati sponsor tecnico e ufficiale, rispettivamente Kappa e Mediacom.
La divisa casalinga, completamente viola ha la maglia decorata con catene di DNA inclinate a 45°; quella da trasferta è bianca e presenta una sbarra composta da petali del giglio di Firenze. Gli stessi sono raffigurati in un palo anche sulla terza divisa, viola scuro e con risvolti rossi e viola. Il 28 novembre 2023 è stata presentata una quarta divisa bianca e rossa, decorata con sfumature rosa, indossata alla 16ª giornata, alla semifinale di ritorno di Coppa Italia e in casa del Verona.
Alla 37ª giornata la squadra ha giocato con la divisa casalinga della prossima stagione.
| Casa | Casa (37ª Serie A) | Trasferta | Terza divisa |

## Rosa
Rosa e numerazione aggiornate al 31 gennaio 2024.
| N. |                      | Ruolo | Calciatore                          |
| -- | -------------------- | ----- | ----------------------------------- |
| 1  | Italia (bandiera)    | P     | Pietro Terracciano                  |
| 2  | Brasile (bandiera)   | D     | Dodô                                |
| 3  | Italia (bandiera)    | D     | Cristiano Biraghi (capitano)        |
| 4  | Serbia (bandiera)    | D     | Nikola Milenković (vice capitano)   |
| 5  | Italia (bandiera)    | C     | Giacomo Bonaventura (vice capitano) |
| 6  | Brasile (bandiera)   | C     | Arthur Melo                         |
| 7  | Italia (bandiera)    | A     | Riccardo Sottil                     |
| 8  | Francia (bandiera)   | C     | Maxime Lopez                        |
| 9  | Argentina (bandiera) | A     | Lucas Beltrán                       |
| 10 | Argentina (bandiera) | A     | Nicolás González                    |
| 11 | Francia (bandiera)   | C     | Jonathan Ikoné                      |
| 14 | Italia (bandiera)    | D     | Christian Dalle Mura                |
| 16 | Italia (bandiera)    | D     | Luca Ranieri                        |
| 17 | Italia (bandiera)    | C     | Gaetano Castrovilli                 |
| 18 | Angola (bandiera)    | A     | M'Bala Nzola                        |
| 19 | Argentina (bandiera) | C     | Gino Infantino                      |
| 20 | Italia (bandiera)    | A     | Andrea Belotti                      |

| N. |                           | Ruolo | Calciatore            |
| -- | ------------------------- | ----- | --------------------- |
| 22 | Italia (bandiera)         | D     | Davide Faraoni        |
| 28 | Argentina (bandiera)      | D     | Lucas Martínez Quarta |
| 30 | Italia (bandiera)         | P     | Tommaso Martinelli    |
| 32 | Ghana (bandiera)          | C     | Alfred Duncan         |
| 33 | Italia (bandiera)         | D     | Michael Kayode        |
| 37 | Italia (bandiera)         | D     | Pietro Comuzzo        |
| 38 | Italia (bandiera)         | C     | Rolando Mandragora    |
| 40 | Italia (bandiera)         | P     | Tommaso Vannucchi     |
| 53 | Danimarca (bandiera)      | P     | Oliver Christensen    |
| 65 | Italia (bandiera)         | D     | Fabiano Parisi        |
| 70 | Italia (bandiera)         | D     | Niccolò Pierozzi      |
| 72 | Rep. Ceca (bandiera)      | C     | Antonín Barák         |
| 73 | Italia (bandiera)         | C     | Lorenzo Amatucci      |
| 77 | Croazia (bandiera)        | A     | Josip Brekalo         |
| 99 | Costa d'Avorio (bandiera) | A     | Christian Kouamé      |

## Calciomercato

### Sessione estiva
| Acquisti         | Acquisti             | Acquisti        | Acquisti                         |
| R.               | Nome                 | da              | Modalità                         |
| ---------------- | -------------------- | --------------- | -------------------------------- |
| P                | Oliver Christensen   | Hertha Berlino  | definitivo                       |
| D                | Christian Dalle Mura | SPAL            | fine prestito                    |
| D                | Yerry Mina           | Everton         | svincolato                       |
| D                | Fabiano Parisi       | Empoli          | definitivo (10 mln)              |
| D                | Niccolò Pierozzi     | Reggina         | fine prestito                    |
| C                | Arthur               | Juventus        | prestito con diritto di riscatto |
| C                | Marco Benassi        | Cremonese       | fine prestito                    |
| C                | Gino Infantino       | Rosario Central | definitivo                       |
| C                | Maxime Lopez         | Sassuolo        | prestito con diritto di riscatto |
| C                | Youssef Maleh        | Lecce           | fine prestito                    |
| C                | Abdelhamid Sabiri    | Sampdoria       | fine prestito                    |
| C                | Szymon Żurkowski     | Spezia          | fine prestito                    |
| A                | Lucas Beltrán        | River Plate     | definitivo                       |
| A                | Gabriele Gori        | Reggina         | fine prestito                    |
| A                | Aleksandr Kokorin    | Arīs Limassol   | fine prestito                    |
| A                | M'Bala Nzola         | Spezia          | definitivo                       |
| Altre operazioni |                      |                 |                                  |
| R.               | Nome                 | da              | Modalità                         |
| D                | Eduard Dutu          | Gubbio          | fine prestito                    |
| D                | Gabriele Ferrarini   | Monza           | fine prestito                    |
| D                | Filippo Frison       | Fiorenzuola     | fine prestito                    |
| D                | Edoardo Pierozzi     | Como            | fine prestito                    |
| D                | Jacob Rasmussen      | Feyenoord       | fine prestito                    |
| C                | Vittorio Agostinelli | Cosenza         | fine prestito                    |
| C                | Giovanni Corradini   | Pro Vercelli    | fine prestito                    |
| C                | Mattia Fiorini       | Fiorenzuola     | fine prestito                    |
| C                | Toni Fruk            | Gorica          | fine prestito                    |
| A                | Destiny Egharevba    | Fiorenzuola     | fine prestito                    |
| A                | Samuele Spalluto     | Novara          | fine prestito                    |

| Cessioni         | Cessioni            | Cessioni       | Cessioni                         |
| R.               | Nome                | a              | Modalità                         |
| ---------------- | ------------------- | -------------- | -------------------------------- |
| P                | Michele Cerofolini  | Frosinone      | definitivo                       |
| P                | Salvatore Sirigu    |                | svincolato                       |
| D                | Igor                | Brighton       | definitivo                       |
| D                | Aleksa Terzić       | Salisburgo     | definitivo                       |
| D                | Lorenzo Venuti      | Lecce          | definitivo                       |
| C                | Sofyan Amrabat      | Manchester Utd | prestito con diritto di riscatto |
| C                | Alessandro Bianco   | Reggiana       | prestito                         |
| C                | Marco Benassi       |                | svincolato                       |
| C                | Youssef Maleh       | Lecce          | definitivo                       |
| C                | Riccardo Saponara   | Verona         | definitivo                       |
| C                | Szymon Żurkowski    | Spezia         | definitivo                       |
| A                | Arthur Cabral       | Benfica        | definitivo                       |
| A                | Gabriele Gori       | Avellino       | definitivo                       |
| A                | Luka Jović          | Milan          | prestito con diritto di riscatto |
| A                | Aleksandr Kokorin   | Arīs Limassol  | prestito                         |
| Altre operazioni |                     |                |                                  |
| R.               | Nome                | a              | Modalità                         |
| D                | Eduard Dutu         | Ancona         | prestito                         |
| D                | Gabriele Ferrarini  | Feralpisalò    | prestito                         |
| D                | Edoardo Pierozzi    | Cesena         | prestito                         |
| D                | Dimo Krastev        | Catanzaro      | prestito                         |
| D                | Jacob Rasmussen     | Brøndby        | definitivo                       |
| C                | Giovanni Corradini  | Spezia         | definitivo                       |
| C                | Costantino Favasuli | Ternana        | prestito                         |
| C                | Mattia Fiorini      | Foggia         | prestito                         |
| C                | Toni Fruk           | Rijeka         | definitivo                       |
| A                | Filippo Distefano   | Ternana        | prestito                         |
| A                | Destiny Egharevba   | Recanatese     | prestito                         |
| A                | Samuele Spalluto    | Monopoli       | prestito                         |

### Sessione invernale
| Acquisti         | Acquisti       | Acquisti      | Acquisti |
| R.               | Nome           | da            | Modalità |
| ---------------- | -------------- | ------------- | -------- |
| D                | Davide Faraoni | Hellas Verona | prestito |
| A                | Andrea Belotti | Roma          | prestito |
| Altre operazioni |                |               |          |
| R.               | Nome           | da            | Modalità |

| Cessioni         | Cessioni         | Cessioni       | Cessioni              |
| R.               | Nome             | a              | Modalità              |
| ---------------- | ---------------- | -------------- | --------------------- |
| A                | Josip Brekalo    | Hajduk Spalato | prestito (100 mila €) |
| D                | Yerry Mina       | Cagliari       | definitivo            |
| Altre operazioni |                  |                |                       |
| R.               | Nome             | a              | Modalità              |
| D                | Niccolò Pierozzi | Salernitana    | prestito              |
| C                | Lorenzo Amatucci | Ternana        | prestito              |

## Risultati

### Serie A

#### Girone di andata
| Arbitro: | Ayroldi (Molfetta) |

|              |           |                                                        |
| Biraschi 58’ | Marcatori | 5’ Biraghi 11’ Bonaventura 40’ González 56’ Mandragora |

| Arbitro: | Ferrieri Caputi (Livorno) |

|                        |           |                        |
| González 3’ Duncan 25’ | Marcatori | 49’ Rafia 75’ Krstović |

| Arbitro: | Marchetti (Ostia Lido) |

|                                                    |           |  |
| Thuram 23’ Martínez 53’, 73’ Çalhanoğlu 58’ (rig.) | Marcatori |  |

| Arbitro: | Pairetto (Nichelino) |

|                                                |           |                             |
| Bonaventura 35’ Martínez Quarta 45’ Kouamé 76’ | Marcatori | 20’ Koopmeiners 53’ Lookman |

| Arbitro: | Chiffi (Padova) |

|  |           |                                       |
|  | Marcatori | 32’ Martínez Quarta 90+2’ Bonaventura |

| Arbitro: | Fourneau (Roma 1) |

|           |           |              |
| Soulé 70’ | Marcatori | 19’ González |

| Arbitro: | Di Bello (Brindisi) |

|                                            |           |  |
| González 3’ Dossena 21’ (aut.) Nzola 90+4’ | Marcatori |  |

| Arbitro: | La Penna (Roma 1) |

|                      |           |                                           |
| Osimhen 45+5’ (rig.) | Marcatori | 7’ Brekalo 63’ Bonaventura 90+3’ González |

| Arbitro: | Dionisi (L'Aquila) |

|  |           |                      |
|  | Marcatori | 21’ Caputo 81’ Gyasi |

| Arbitro: | Marcenaro (Genova) |

|                       |           |  |
| Immobile 90+5’ (rig.) | Marcatori |  |

| Arbitro: | Chiffi (Padova) |

|  |           |             |
|  | Marcatori | 10’ Miretti |

| Arbitro: | Maresca (Napoli) |

|                                     |           |                    |
| Bonaventura 17’ González 48’ (rig.) | Marcatori | 33’ (rig.) Zirkzee |

| Arbitro: | Di Bello (Brindisi) |

|                        |           |  |
| Hernández 45+2’ (rig.) | Marcatori |  |

| Arbitro: | Tremolada (Monza) |

|                                              |           |  |
| Beltrán 6’ (rig.) Sottil 18’ Bonaventura 56’ | Marcatori |  |

| Arbitro: | Rapuano (Rimini) |

|           |           |                     |
| Lukaku 5’ | Marcatori | 66’ Martínez Quarta |

| Arbitro: | Ferrieri Caputi (Livorno) |

|             |           |  |
| Beltrán 78’ | Marcatori |  |

| Arbitro: | Sacchi (Macerata) |

|  |           |            |
|  | Marcatori | 7’ Beltrán |

| Arbitro: | La Penna (Roma 1) |

|             |           |  |
| Ranieri 83’ | Marcatori |  |

| Arbitro: | Abisso (Palermo) |

|              |           |  |
| Pinamonti 9’ | Marcatori |  |

#### Girone di ritorno
| Arbitro: | Pairetto (Nichelino) |

|                              |           |                        |
| Beltrán 55’ Nzola 87’ (rig.) | Marcatori | 10’ Lovric 73’ Thauvin |

| Arbitro: | Chiffi (Padova) |

|                            |           |  |
| Orsolini 12’ Odgaard 90+5’ | Marcatori |  |

| Arbitro: | Aureliano (Bologna) |

|  |           |              |
|  | Marcatori | 14’ Martínez |

| Arbitro: | Giua (Olbia) |

|                                   |           |                            |
| Oudin 17’ Piccoli 90’ Dorgu 90+2’ | Marcatori | 50’ Mandragora 67’ Beltrán |

| Arbitro: | Feliciani (Teramo) |

|                                                                  |           |                |
| Belotti 16’ Ikoné 19’ Martínez Quarta 43’ González 53’ Barák 85’ | Marcatori | 66’ Mazzitelli |

| Arbitro: | Pairetto (Nichelino) |

|                  |           |             |
| Niang 56’ (rig.) | Marcatori | 29’ Beltrán |

| Arbitro: | Guida (Torre Annunziata) |

|                            |           |                  |
| Kayode 61’ Bonaventura 69’ | Marcatori | 45’ Luis Alberto |

| Torino 2 marzo 2024, ore 20:45 CET 27ª giornata | Torino                 | 0 – 0 referto | Fiorentina | Stadio Olimpico Grande Torino (22 845 spett.)\| Arbitro: \| Marchetti (Ostia Lido) \| |
| Arbitro:                                        | Marchetti (Ostia Lido) |               |            |                                                                                       |

| Arbitro: | Massa (Imperia) |

|                            |           |                             |
| Ranieri 18’ Mandragora 69’ | Marcatori | 58’ Aouar 90+5’ D. Llorente |

| Arbitro: | Orsato (Schio) |

|                          |           |                                |
| Lookman 12’ Scalvini 32’ | Marcatori | 6’, 45+1’ Belotti 19’ González |

| Arbitro: | Maresca (Napoli) |

|            |           |                           |
| Duncan 50’ | Marcatori | 47’ Loftus-Cheek 53’ Leão |

| Arbitro: | La Penna (Roma 1) |

|           |           |  |
| Gatti 21’ | Marcatori |  |

| Arbitro: | Di Marco (Ciampino) |

|           |           |                        |
| Ikoné 54’ | Marcatori | 42’ (rig.) Guðmundsson |

| Arbitro: | Marchetti (Ostia Lido) |

|  |           |                        |
|  | Marcatori | 80’ Kouamé 90+5’ Ikoné |

| Arbitro: | Marcenaro (Genova) |

|                                                            |           |                |
| Sottil 17’ Martínez Quarta 54’ González 58’, 66’ Barák 62’ | Marcatori | 57’ Thorstvedt |

| Arbitro: | Rapuano (Rimini) |

|                               |           |                 |
| Lazović 13’ (rig.) Noslin 59’ | Marcatori | 42’ Castrovilli |

| Arbitro: | Zufferli (Udine) |

|                         |           |          |
| González 32’ Arthur 78’ | Marcatori | 9’ Đurić |

| Arbitro: | Marchetti (Ostia Lido) |

|                       |           |                                |
| Biraghi 40’ Nzola 42’ | Marcatori | 8’ Rrahmani 57’ K'varatskhelia |

| Arbitro: | Prontera (Bologna) |

|                         |           |                                                   |
| Deiola 64’ Mutandwa 85’ | Marcatori | 39’ Bonaventura 89’ González 90+13’ (rig.) Arthur |

### Coppa Italia

#### Fase a eliminazione diretta
| Arbitro: | Marinelli (Tivoli) |

|                                   |                      |                       |
| Nzola 83’ Sottil 89’ (rig.)       | Marcatori            | 21’ Bernabé 23’ Bonny |
| Biraghi Kouamé Milenković Beltrán | Tiri di rigore 4 – 1 | Hernani Man Camara    |

| Arbitro: | Marchetti (Ostia Lido) |

|                                         |                      |                                           |
| Mandragora Arthur Milenković Mina Lopez | Tiri di rigore 5 – 4 | Ferguson Zirkzee Orsolini Calafiori Posch |

| Arbitro: | Mariani (Aprilia) |

|                |           |  |
| Mandragora 31’ | Marcatori |  |

| Arbitro: | La Penna (Roma 1) |

|                                                         |           |                     |
| Koopmeiners 8’ Scamacca 75’ Lookman 90+5’ Pašalić 90+8’ | Marcatori | 68’ Martínez Quarta |

### UEFA Europa Conference League

#### Spareggi
| Arbitro: | Pajač |

|                  |           |  |
| Grüll 35’ (rig.) | Marcatori |  |

| Arbitro: | Simović |

|                          |           |  |
| González 59’, 90’ (rig.) | Marcatori |  |

#### Fase a gironi
| Arbitro: | Pignard |

|                         |           |                 |
| Zeqiri 12’ McKenzie 85’ | Marcatori | 7’, 23’ Ranieri |

| Arbitro: | Schlager |

|                       |           |                     |
| Barák 66’ Ikoné 90+3’ | Marcatori | 25’ Varga 50’ Cissé |

| Arbitro: | Theouli |

|                                                                    |           |  |
| Beltrán 6’, 10’ Ikoné 29’ Sottil 65’ Martínez Quarta 73’ Lopez 83’ | Marcatori |  |

| Arbitro: | Schröder |

|  |           |                 |
|  | Marcatori | 8’ (rig.) Nzola |

| Arbitro: | Kooij |

|                                           |           |             |
| Martínez Quarta 45+4’ González 82’ (rig.) | Marcatori | 45’ Kayembe |

| Arbitro: | Godinho |

|                  |           |             |
| Zachariassen 48’ | Marcatori | 73’ Ranieri |

#### Fase a eliminazione diretta
| Arbitro: | Rumšas |

|                                 |           |                                                 |
| Seck 12’ Kinda 29’ Khalaili 67’ | Marcatori | 2’ Nzola 59’ Beltrán 73’ Mandragora 90+5’ Barák |

| Arbitro: | Peljto |

|           |           |              |
| Barák 59’ | Marcatori | 88’ Khalaili |

| Plzeň 11 aprile 2024, ore 18:45 CEST Quarti di finale - Andata | Viktoria Plzeň | 0 – 0 referto | Fiorentina | Stadion města Plzně (11 470 spett.)\| Arbitro: \| Grinfeld \| |
| Arbitro:                                                       | Grinfeld       |               |            |                                                               |

| Arbitro: | Gil Manzano |

|                           |           |  |
| González 92’ Biraghi 108’ | Marcatori |  |

| Arbitro: | Oliver |

|                                   |           |                                  |
| Sottil 5’ Belotti 37’ Nzola 90+1’ | Marcatori | 17’ (rig.) Vanaken 63’ I. Thiago |

| Arbitro: | Umut Meler |

|             |           |                    |
| Vanaken 20’ | Marcatori | 85’ (rig.) Beltrán |

##### Finale
| Arbitro: | Soares Dias |

|               |           |  |
| El Kaabi 116’ | Marcatori |  |

### Supercoppa italiana
| Arbitro: | La Penna (Roma 1) |

|                             |           |  |
| Simeone 22’ Zerbin 84’, 86’ | Marcatori |  |

## Statistiche

### Statistiche di squadra
Statistiche aggiornate al 2 giugno 2024.
| Competizione        | Punti | In casa | In casa | In casa | In casa | In casa | In casa | In trasferta | In trasferta | In trasferta | In trasferta | In trasferta | In trasferta | In campo neutro | In campo neutro | In campo neutro | In campo neutro | In campo neutro | In campo neutro | Totale | Totale | Totale | Totale | Totale | Totale | DR  |
| Competizione        | Punti | G       | V       | N       | P       | Gf      | Gs      | G            | V            | N            | P            | Gf           | Gs           | G               | V               | N               | P               | Gf              | Gs              | G      | V      | N      | P      | Gf     | Gs     | DR  |
| ------------------- | ----- | ------- | ------- | ------- | ------- | ------- | ------- | ------------ | ------------ | ------------ | ------------ | ------------ | ------------ | --------------- | --------------- | --------------- | --------------- | --------------- | --------------- | ------ | ------ | ------ | ------ | ------ | ------ | --- |
| Serie A             | 60    | 19      | 10      | 5       | 4       | 37      | 22      | 19           | 7            | 4            | 8            | 24           | 24           | -               | -               | -               | -               | -               | -               | 38     | 17     | 9      | 12     | 61     | 46     | +15 |
| Coppa Italia        | -     | 3       | 1       | 2       | 0       | 3       | 2       | 1            | 0            | 0            | 1            | 1            | 4            | -               | -               | -               | -               | -               | -               | 4      | 1      | 2      | 1      | 4      | 6      | -2  |
| Supercoppa italiana | -     | -       | -       | -       | -       | -       | -       | -            | -            | -            | -            | -            | -            | 1               | 0               | 0               | 1               | 0               | 3               | 1      | 0      | 0      | 1      | 0      | 3      | -3  |
| Conference League   | 12    | 7       | 5       | 2       | 0       | 18      | 6       | 7            | 2            | 4            | 1            | 9            | 8            | 1               | 0               | 0               | 1               | 0               | 1               | 15     | 7      | 6      | 2      | 27     | 15     | +12 |
| Totale              | -     | 29      | 16      | 9       | 4       | 58      | 30      | 27           | 9            | 8            | 10           | 34           | 36           | 2               | 0               | 0               | 2               | 0               | 4               | 57     | 25     | 17     | 16     | 92     | 70     | +22 |

### Andamento in campionato
| Giornata  | 1 | 2 | 3 | 4 | 5 | 6 | 7 | 8 | 9 | 10 | 11 | 12 | 13 | 14 | 15 | 16 | 17 | 18 | 19 | 20 | 21 | 22 | 23 | 24 | 25 | 26 | 27 | 28 | 29 | 30 | 31 | 32 | 33 | 34 | 35 | 36 | 37 | 38 |
| --------- | - | - | - | - | - | - | - | - | - | -- | -- | -- | -- | -- | -- | -- | -- | -- | -- | -- | -- | -- | -- | -- | -- | -- | -- | -- | -- | -- | -- | -- | -- | -- | -- | -- | -- | -- |
| Luogo     | T | C | T | C | T | T | C | T | C | T  | C  | C  | T  | C  | T  | C  | T  | C  | T  | C  | T  | C  | T  | C  | T  | C  | T  | C  | T  | C  | T  | C  | T  | C  | T  | C  | C  | T  |
| Risultato | V | N | P | V | V | N | V | V | P | P  | P  | V  | P  | V  | N  | V  | V  | V  | P  | N  | P  | P  | P  | V  | N  | V  | N  | N  | V  | P  | P  | N  | V  | V  | P  | V  | N  | V  |
| Posizione | 1 | 5 | 8 | 8 | 5 | 7 | 3 | 3 | 5 | 6  | 8  | 5  | 8  | 6  | 7  | 6  | 5  | 4  | 4  | 4  | 7  | 6  | 8  | 7  | 7  | 7  | 8  | 8  | 8  | 8  | 9  | 10 | 9  | 8  | 9  | 8  | 8  | 8  |

Legenda:

Luogo: C = Casa; T = Trasferta. Risultato: V = Vittoria; N = Pareggio; P = Sconfitta.

### Statistiche dei giocatori
| Giocatore          | Serie A  | Serie A | Serie A     | Serie A    | Coppa Italia | Coppa Italia | Coppa Italia | Coppa Italia | Supercoppa Italiana | Supercoppa Italiana | Supercoppa Italiana | Supercoppa Italiana | Conference League | Conference League | Conference League | Conference League | Totale   | Totale | Totale      | Totale     |
| Giocatore          | Presenze | Reti    | Ammonizioni | Espulsioni | Presenze     | Reti         | Ammonizioni  | Espulsioni   | Presenze            | Reti                | Ammonizioni         | Espulsioni          | Presenze          | Reti              | Ammonizioni       | Espulsioni        | Presenze | Reti   | Ammonizioni | Espulsioni |
| ------------------ | -------- | ------- | ----------- | ---------- | ------------ | ------------ | ------------ | ------------ | ------------------- | ------------------- | ------------------- | ------------------- | ----------------- | ----------------- | ----------------- | ----------------- | -------- | ------ | ----------- | ---------- |
| L. Amatucci        | 2        | 0       | 0           | 0          | 0            | 0            | 0            | 0            | 0                   | 0                   | 0                   | 0                   | 0                 | 0                 | 0                 | 0                 | 2        | 0      | 0           | 0          |
| Arthur             | 33       | 2       | 2           | 0          | 3            | 0            | 0            | 0            | 1                   | 0                   | 0                   | 0                   | 11                | 0                 | 1                 | 0                 | 48       | 2      | 3           | 0          |
| A. Barák           | 21       | 2       | 2           | 0          | 2            | 0            | 0            | 0            | 1                   | 0                   | 0                   | 0                   | 10                | 3                 | 0                 | 0                 | 34       | 5      | 2           | 0          |
| A. Belotti         | 15       | 3       | 0           | 0          | 2            | 0            | 0            | 0            | 0                   | 0                   | 0                   | 0                   | 7                 | 1                 | 1                 | 0                 | 24       | 4      | 1           | 0          |
| L. Beltrán         | 32       | 6       | 6           | 0          | 4            | 0            | 0            | 0            | 1                   | 0                   | 0                   | 0                   | 14                | 4                 | 0                 | 0                 | 51       | 10     | 6           | 0          |
| C. Biraghi         | 29       | 2       | 8           | 0          | 3            | 0            | 0            | 0            | 1                   | 0                   | 1                   | 0                   | 13                | 1                 | 4                 | 0                 | 46       | 3      | 13          | 0          |
| G. Bonaventura     | 31       | 8       | 6           | 0          | 3            | 0            | 1            | 0            | 1                   | 0                   | 0                   | 0                   | 8                 | 0                 | 1                 | 0                 | 43       | 8      | 8           | 0          |
| J. Brekalo         | 11       | 1       | 0           | 0          | 1            | 0            | 0            | 0            | 1                   | 0                   | 0                   | 0                   | 5                 | 0                 | 0                 | 0                 | 18       | 1      | 0           | 0          |
| G. Castrovilli     | 6        | 1       | 0           | 0          | 0            | 0            | 0            | 0            | 0                   | 0                   | 0                   | 0                   | 0                 | 0                 | 0                 | 0                 | 6        | 1      | 0           | 0          |
| O. Christensen     | 4        | -9      | 0           | 0          | 2            | -2           | 0            | 0            | 0                   | 0                   | 0                   | 0                   | 4                 | -4                | 0                 | 0                 | 10       | -15    | 0           | 0          |
| P. Comuzzo         | 4        | 0       | 1           | 0          | 1            | 0            | 0            | 0            | 0                   | 0                   | 0                   | 0                   | 1                 | 0                 | 0                 | 0                 | 6        | 0      | 1           | 0          |
| Dodô               | 9        | 0       | 0           | 0          | 1            | 0            | 1            | 0            | 0                   | 0                   | 0                   | 0                   | 8                 | 0                 | 1                 | 0                 | 18       | 0      | 2           | 0          |
| A. Duncan          | 30       | 2       | 2           | 0          | 2            | 0            | 0            | 0            | 1                   | 0                   | 0                   | 0                   | 8                 | 0                 | 0                 | 0                 | 41       | 2      | 2           | 0          |
| D. Faraoni         | 8        | 0       | 0           | 0          | 0            | 0            | 0            | 0            | 1                   | 0                   | 0                   | 0                   | 2                 | 0                 | 0                 | 0                 | 11       | 0      | 0           | 0          |
| N. González        | 29       | 12      | 1           | 0          | 2            | 0            | 0            | 0            | 0                   | 0                   | 0                   | 0                   | 13                | 4                 | 3                 | 0                 | 44       | 16     | 4           | 0          |
| J. Ikoné           | 28       | 3       | 5           | 0          | 3            | 0            | 0            | 0            | 1                   | 0                   | 0                   | 0                   | 11                | 2                 | 1                 | 0                 | 43       | 5      | 6           | 0          |
| G. Infantino       | 6        | 0       | 1           | 0          | 1            | 0            | 1            | 0            | 0                   | 0                   | 0                   | 0                   | 2                 | 0                 | 0                 | 0                 | 9        | 0      | 2           | 0          |
| M. Kayode          | 26       | 1       | 2           | 0          | 4            | 0            | 0            | 0            | 1                   | 0                   | 0                   | 0                   | 6                 | 0                 | 1                 | 0                 | 37       | 1      | 3           | 0          |
| A. Kokorin         | 0        | 0       | 0           | 0          | 0            | 0            | 0            | 0            | 0                   | 0                   | 0                   | 0                   | 1                 | 0                 | 0                 | 0                 | 1        | 0      | 0           | 0          |
| C. Kouamé          | 23       | 2       | 0           | 0          | 3            | 0            | 1            | 0            | 0                   | 0                   | 0                   | 0                   | 12                | 0                 | 2                 | 0                 | 38       | 2      | 3           | 0          |
| Maxime Lopez       | 19       | 0       | 1           | 0          | 2            | 0            | 0            | 0            | 0                   | 0                   | 0                   | 0                   | 10                | 1                 | 0                 | 0                 | 31       | 1      | 1           | 0          |
| R. Mandragora      | 33       | 3       | 5           | 0          | 4            | 1            | 2            | 0            | 0                   | 0                   | 0                   | 0                   | 13                | 1                 | 4                 | 0                 | 50       | 5      | 11          | 0          |
| T. Martinelli      | 1        | -2      | 0           | 0          | 0            | 0            | 0            | 0            | 0                   | 0                   | 0                   | 0                   | 0                 | 0                 | 0                 | 0                 | 1        | -2     | 0           | 0          |
| L. Martínez Quarta | 29       | 5       | 9           | 0          | 2            | 1            | 0            | 0            | 1                   | 0                   | 0                   | 0                   | 10                | 2                 | 3                 | 0                 | 42       | 8      | 12          | 0          |
| N. Milenković      | 34       | 0       | 4           | 0          | 4            | 0            | 0            | 1            | 1                   | 0                   | 0                   | 0                   | 11                | 0                 | 4                 | 0                 | 50       | 0      | 8           | 1          |
| Y. Mina            | 4        | 0       | 0           | 0          | 2            | 0            | 1            | 0            | 0                   | 0                   | 0                   | 0                   | 1                 | 0                 | 0                 | 0                 | 7        | 0      | 1           | 0          |
| M. Nzola           | 33       | 3       | 2           | 0          | 2            | 1            | 1            | 0            | 1                   | 0                   | 0                   | 0                   | 11                | 3                 | 1                 | 0                 | 47       | 7      | 4           | 0          |
| F. Parisi          | 21       | 0       | 4           | 0          | 3            | 0            | 0            | 0            | 1                   | 0                   | 0                   | 0                   | 8                 | 0                 | 1                 | 0                 | 33       | 0      | 5           | 0          |
| N. Pierozzi        | 0        | 0       | 0           | 0          | 0            | 0            | 0            | 0            | 0                   | 0                   | 0                   | 0                   | 2                 | 0                 | 0                 | 0                 | 2        | 0      | 0           | 0          |
| L. Ranieri         | 26       | 2       | 14          | 0          | 4            | 0            | 0            | 0            | 0                   | 0                   | 0                   | 0                   | 13                | 3                 | 1                 | 0                 | 43       | 5      | 15          | 0          |
| R. Sottil          | 22       | 2       | 1           | 0          | 1            | 1            | 0            | 0            | 1                   | 0                   | 0                   | 0                   | 11                | 2                 | 1                 | 0                 | 35       | 5      | 2           | 0          |
| P. Terracciano     | 33       | -35     | 3           | 0          | 2            | -4           | 0            | 0            | 1                   | -3                  | 0                   | 0                   | 11                | -11               | 0                 | 0                 | 47       | -53    | 3           | 0          |

## Giovanili

### Piazzamenti
Primavera
- Campionato: 14º posto
- Coppa Italia: Vincitrice

Under-18
- Campionato: 11º posto
- Torneo di Viareggio: Ottavi di finale

Under-17
- Campionato: 1º posto (Girone C)

Semifinali dei Play Off scudetto.
Under-16
- Campionato: 6º posto (Girone C)

Under-15
- Campionato: 3º posto (Girone C)

Ottavi di finale dei Play Off scudetto.